# Sammy Monsels
Samuel (Sammy) Monsels (Paramaribo, 2 augustus 1953) is een voormalige Surinaamse atleet en huidige atletiektrainer. Begin 2005 werd bekend, dat hij als 31ste op een lijst stond van personen, die werden verdacht inzake de Decembermoorden. Na enkele dagen maakte het Openbaar Ministerie in Paramaribo bekend, dat Monsels niet kon worden vervolgd, omdat de verjaring in november 2000 niet was gestuit.

## Biografie

### Surinaams sprintkampioen
Monsels groeide op in Suriname. Hij volgde er de Mulo, kwam in augustus 1971 voor de Koninkrijks Spelen naar Nederland en is er gebleven om een opleiding als technisch specialist te volgen. In Paramaribo was Monsels lid van de atletiekvereniging Gazelle. Naast voetballen deed hij al op dertienjarige leeftijd mee aan wedstrijdjes, of het nu een 60 m, een 1500 m of verspringen betrof.
In 1971 werd Monsels Surinaams kampioen op de 100 en 200 m zowel bij de senioren (11,0 s en 22,3) als bij de junioren (11,0 en 22,5). Ook in 1969 en 1970 won hij de sprinttitel.

### Ook in Nederland beste sprinter
Tussen 1971 en 1983 was Monsels zeven keer Nederlands sprintkampioen. In 1972 en 1976 deed hij mee aan de Olympische Spelen en was toen de vlaggendrager voor zijn land. In 1976 werd hij op de 100 m en de 200 m uitgeschakeld in de tweede ronde in respectievelijk 10,61 en 21,29.

### Sportinstructeur in Surinaamse leger
In 1974 was Sammy Monsels tankbestuurder geworden bij de Koninklijke Landmacht. In 1975 keerde hij terug naar Suriname. Hij wilde sportinstructeur worden in het Nationale Leger van Suriname. Na de staatsgreep werd hij hoofd Internationale Sport van het leger. Toen Desi Bouterse in 1983 wilde onderhandelen met Henk Chin A Sen, fungeerde Monsels als tussenpersoon.

### Atletiekvoorzitter en -trainer
Monsels verliet in 1987 het Surinaamse leger. Hij keerde weer terug naar Nederland, en was in 1992 oprichter van de Atletiek Vereniging Bijlmer in de Bijlmermeer. Tot 1997 was hij voorzitter en trainer van de vereniging. Vervolgens richtte hij in 1999 de atletiekvereniging Continental Sport op eveneens in de Bijlmermeer. Hij werd opnieuw trainer en voorzitter. Aanvankelijk trainde de club op het maaiveld tussen de Bijlmer hoogbouw, en bij regen in een oude parkeergarage. Na twee jaar werd onder de metrobaan bij station Kraaiennest een atletiekbaan gerealiseerd.
In 2003 kon Monsels in het KRO-programma De held worden gekozen tot De held van 2003, maar hij won niet. Een jaar later mocht hij namens Continental Sport van prinses Máxima een Appeltje van Oranje van het Oranje Fonds in ontvangst nemen.

### Decembermoorden
In 2002 werd hij in Amsterdam door rechter-commissaris Albert Ramnewash gehoord inzake de Decembermoorden. Op 8 december 1982 was hij in Fort Zeelandia aanwezig geweest, maar hij zou niet bij de moorden betrokken zijn geweest. Wel werkte hij in die tijd intensief samen met de beruchte Paul Bhagwandas. Toen op 5 februari 2005 bekend werd dat hij als verdachte werd beschouwd, verklaarde hij dat hij wel in Fort Zeelandia was geweest maar geen bloed aan zijn handen had gehad. Op 7 februari reisde hij naar Paramaribo om zijn jarige moeder te bezoeken en om de Surinaamse autoriteiten om opheldering te vragen. Op 8 februari maakte het Openbaar Ministerie bekend dat Monsels niet kon worden vervolgd, omdat de feiten waarvan hij werd verdacht, waren verjaard. Monsels stond in november 2000 niet op de lijst van verdachten, en daarom was de verjaring toen niet gestuit. Het OM wil hem als getuige horen in de zaak tegen de verdachten Ernst Gefferie en Benny Brondenstein, maar Monsels weigert dat vooralsnog. Begin 2009 werd bekend dat Suriname hem via een rechtshulpverzoek aan Nederland wilde dagvaarden als getuige. In het najaar van 2009 ontving hij van de Nederlandse Justitie een dagvaarding als getuige. Op 29 oktober van dat jaar legde hij voor de Surinaamse Krijgsraad in Boxel een getuigeverklaring af. Monsels had naar eigen zeggen liever terecht willen staan, in de hoop zo zijn onschuld te kunnen bewijzen.

## Nederlandse kampioenschappen
Outdoor
| Onderdeel | Jaar       |
| --------- | ---------- |
| 100 m     | 1975, 1983 |
| 200 m     | 1972, 1975 |

Indoor
| Onderdeel | Jaar             |
| --------- | ---------------- |
| 60 m      | 1971, 1972, 1973 |

## Persoonlijke records
| Onderdeel | Prestatie | Datum            | Plaats   |
| --------- | --------- | ---------------- | -------- |
| 100 m     | 10,49 s   | 19 juli 1981     | Nijmegen |
| 200 m     | 21,03 s   | 26 augustus 1981 | Koblenz  |

## Onderscheidingen
- KNAU jeugdatleet van het jaar (Albert Spree-Beker) - 1972

## Palmares

### 60 m
- 1971:  NK indoor - 6,8 s
- 1972:  NK indoor - 6,7 s
- 1973:  NK indoor - 6,6 s
- 1982:  NK indoor - 6,84 s
- 1990:  NK indoor - 6,89 s

### 100 m
- 1972:  NK - 10,71 s
- 1972: 7e in ¼ fin. OS - 10,64 s
- 1974:  NK - 10,65 s
- 1975:  NK - 10,66 s
- 1976: 6e in ¼ fin. OS - 10,61 s
- 1983:  NK - 10,58 s[3]
- 1984:  NK - 10,68 s[3]
- 1986:  NK - 10,82 s[3]

### 200 m
- 1972:  NK - 21,46 s
- 1972: DNF ¼ fin. OS
- 1973:  NK - 21,6 s
- 1974:  NK - 21,68 s
- 1975:  NK - 21,23 s
- 1976: 5e in ¼ fin. OS - 21,29 s